# Pan Gongsheng

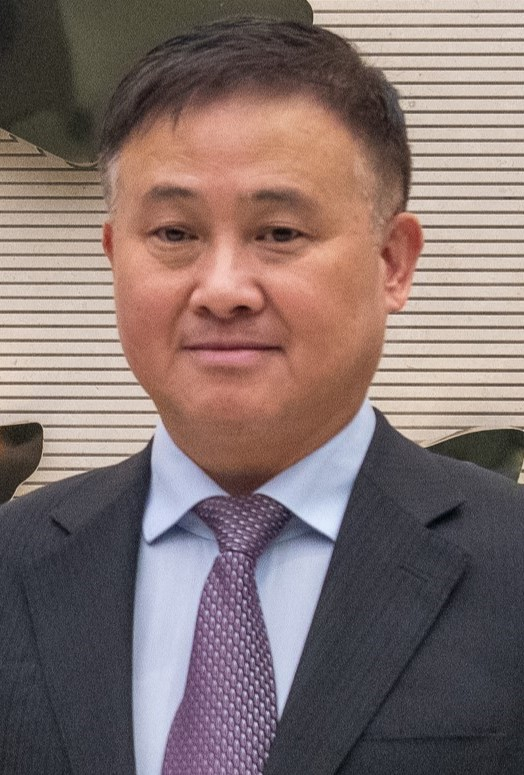
Pan Gongsheng (2023)

Pan Gongsheng (chinesisch: 潘功胜; Pinyin: Pān Gōngshèng; * 8. Juli 1963 in Anqing, Provinz Anhui) ist ein chinesischer Ökonom, der seit Juli 2023 Gouverneur der Chinesischen Volksbank, der Zentralbank der Volksrepublik China, ist. Davor war er von 2016 bis 2023 Direktor des Staatlichen Devisenamtes.

## Laufbahn
Pan promovierte in Wirtschaftswissenschaften an der Renmin-Universität China. Er forschte nach seiner Promotion an der Cambridge University im Vereinigten Königreich und war Forschungsstipendiat an der Harvard University in den Vereinigten Staaten.
Er arbeitete für die Industrial and Commercial Bank of China (ICBC) in verschiedenen Positionen. Danach wechselte er zur ebenfalls staatlichen Agricultural Bank of China, wo er zwischen 2008 und 2010 Vizepräsident war. Im Jahr 2012 trat Pan der Chinesischen Volksbank als stellvertretender Gouverneur bei und übernahm später die Leitung des staatlichen Devisenamtes als Administrator. Pan leitet die dortige Gruppe, die mit der Bekämpfung von Bitcoin und Kryptowährungen in China beauftragt wurde, die von der herrschenden KP Chinas verboten wurden.
Am 25. Juli 2023 wurde Pan zum neuen Gouverneur der Volksbank befördert. Er löste damit Yi Gang ab, der in den Ruhestand ging.